# Federico Biscione
Federico Biscione (* 1965 in Tivoli, Italien) ist ein italienischer Komponist und Pianist.

## Leben
Biscione studierte am Konservatorium von L’Aquila Klavierspiel, Komposition und Dirigieren. Seine ersten Kompositionen fertigte er im Jahre 1985 an. Danach folgte zunächst eine Schaffenspause sowie eine Zeit, in der er verhältnismäßig wenig komponierte. Seit 2003 hat der Umfang seines kompositorischen Schaffens erheblich zugenommen. Er schuf Auftragswerke unter anderem für das Mailänder Kammermusikorchester, die Robert-Schumann-Philharmonie Chemnitz, das Teatro Regio di Torino und das Mailänder Universitätsorchester. Mit seinem Werk „Dalla Soffitta“ gewann er den 1. Preis des italienischen Kompositionswettbewerbs „Mozart oggi“ 2005. Derzeit ist er Stipendiat an der Leipziger Musikhochschule.

## Musik
Federico Biscione ist einer der zeitgenössischen Komponisten, die eine teilweise Rückkehr zur Tonalität vollzogen haben. Er bedient sich dabei verschiedener Stilelemente und schafft neue musikalische Strukturen, die auf dem klassischen tonalen System basieren, sich jedoch zurzeit noch einer genauen Definition in Worten entziehen (da dafür noch keine verbindlichen Begrifflichkeiten existieren). In seinem Werk „Mozart – Eine Biographie“ bringt er beispielsweise bekannte Themen und Motive in völlig neue Zusammenhänge. 

Was die Besetzung anbelangt, sind Werke mit Gesang sowie Orchester kleinerer Besetzung seine Schwerpunkte.

## Werke (Auswahl)
- 3 Toccaten für Orgel und Cembalo (Hommage an Frescobaldi) (1985)
- Klaviersonate (1988)
- Elegie für Klavier und kleines Orchester (1991)
- Quartett für Violine, Viola, Violoncello und Klavier (1993)
- Jabberwocky für Sopran und neun Instrumente (1999)
- Mamma Laser – Oper in vier Szenen (2000)
- Bosco Sacro – Konzert für Gitarre und Streichorchester (2002)
- Il pifferaio magico – Ballett in einem Akt für 10 Streicher (2003)
- Passacaglia für Streichorchester (2004)
- Aus Rilkes Bildern für Sopran und Streichorchester (2005)
- Dalla Soffitta für Orchester (2005)
- Mozart – Eine Biographie (2006)